# Bataille des Thermopyles (191 av. J.-C.)
Pour les articles homonymes, voir Bataille des Thermopyles (homonymie).
Sauf précision contraire, les dates de cet article sont sous-entendues « avant l'ère commune » (AEC), c'est-à-dire « avant Jésus-Christ ».
Guerre antiochique
Batailles
Thermopyles - Bataille de l’Eurymédon (190 av. J.-C.) - Magnésie du Sipyle
La bataille des Thermopyles (à ne pas confondre avec la célèbre bataille homonyme livrée pendant les guerres médiques) oppose en 191 av. J.-C., pendant la guerre antiochique, les légions romaines commandées par le consul Manius Acilius Glabrio à l'armée séleucide commandée par Antiochos III. Les Romains sont victorieux et Antiochos est forcé de fuir la Grèce.
Lorsque les corps principaux des armées s’affrontent initialement au défilé des Thermopyles, les Séleucides parviennent dans un premier temps à tenir leur position, repoussant plusieurs assauts romains. Cependant, une petite force romaine dirigée par Marcus Porcius Cato parvient à déborder les Séleucides en les prenant à revers depuis les hauteurs, après avoir surpris la garnison étolienne du fort de Callidromus. Les troupes séleucides paniquent et rompent les rangs, entraînant l’anéantissement de leur armée. Antiochos III parvient à s’échapper du champ de bataille avec sa cavalerie et quitte peu après la Grèce continentale.

## Contexte
Après son retour de ses campagnes bactrienne (210–209 av. J.-C.) et indienne (206–205 av. J.-C.), le roi séleucide Antiochos III conclut une alliance avec Philippe V de Macédoine dans le but de conquérir conjointement les territoires du royaume lagide. En 198 av. J.-C., Antiochos remporte la victoire lors de la cinquième guerre de Syrie, s’empare de la Cœlé-Syrie et sécurise sa frontière sud-est. Il dirige ensuite son attention vers l’Asie Mineure, où il mène une campagne victorieuse contre les possessions côtières lagides. En 196 av. J.-C., profitant de la mort d’Attale Ier, il attaque plusieurs cités contrôlées par la dynastie attalide. Craignant qu’Antiochos ne s’empare de l’ensemble de l’Asie Mineure, les cités indépendantes de Smyrne et Lampsaque demandent la protection de la République romaine. Au printemps 196, les troupes d’Antiochos traversent l’Hellespont pour reconstruire la cité stratégiquement importante de Lysimaque. En octobre, Antiochos rencontre une délégation de diplomates romains dans cette même ville. Les Romains exigent qu’il se retire d’Europe et qu’il restaure l’autonomie des cités grecques d’Asie Mineure. Antiochos réplique en affirmant qu’il ne fait que restaurer l’empire de son ancêtre Antiochos II et critique l’ingérence romaine dans les affaires des cités anatoliennes, traditionnellement protégées par Rhodes.
À la fin de l’hiver 196/195 av. J.-C., l’ancien ennemi principal de Rome, le général carthaginois Hannibal, fuit Carthage pour rejoindre la cour d’Antiochos à Éphèse. Malgré l’émergence d’un parti belliciste dirigé par Scipion l'Africain, le Sénat romain fait preuve de retenue. Les négociations entre Romains et Séleucides reprennent mais échouent à nouveau, les deux camps s’opposant sur des questions juridiques concernant les statuts des territoires disputés selon le droit grec et romain. À l’été 193 av. J.-C., un représentant de la Ligue étolienne assure à Antiochos que les Étoliens le soutiendraient en cas de guerre avec Rome, tandis qu’Antiochos donne son soutien tacite aux projets d’Hannibal de renverser le pouvoir romain à Carthage.
Les Étoliens incitent plusieurs cités grecques à se révolter sous le commandement d’Antiochos, espérant ainsi déclencher une guerre contre Rome. Ils s’emparent de la cité portuaire stratégique de Démétrias, où ils massacrent les membres influents du parti pro-romain local. En septembre 192 av. J.-C., le général étolien Thoantas arrive à la cour d’Antiochos et le convainc de s’opposer ouvertement à Rome en Grèce. Les Séleucides mobilisent alors 10 000 fantassins, 500 cavaliers, 6 éléphants de guerre et 300 navires pour lancer leur campagne en Grèce.

## Prélude
La flotte séleucide navigue via Imbros et Skiathos, avant de débarquer à Démétrias où l’armée d’Antiochos III débarque. Antiochos se rend à Lamia où il participe au conseil des Étoliens, qui le nomment stratège pour un an. La Ligue achéenne déclare la guerre aux Séleucides et aux Étoliens, suivie par la République romaine en novembre 192 av. J.-C.. Antiochos force Chalcis à ouvrir ses portes, puis attaque un camp romain à Délium, tuant 250 soldats. La reddition des habitants de Chalcis entraîne celle du reste de l’Eubée. Les Séleucides transforment la ville en base d’opérations, assurant leur contrôle de la côte orientale de la Grèce. Antiochos tente ensuite de renouer son alliance avec Philippe V de Macédoine, rompue après la défaite décisive de ce dernier face aux Romains lors de la bataille de Cynoscéphales en 197. Philippe anticipe une victoire romaine, espérant en tirer des gains territoriaux ainsi que l’effacement de ses dettes de guerre ; les Séleucides ne pouvant garantir ni l’un ni l’autre, il rejette les avances d’Antiochos et se range aux côtés des Romains.
Antiochos tente également de rallier Athènes, les Athamaniens, la Ligue béotienne ainsi que des cités d’Acarnanie et d’Épire. Malgré les assurances étoliennes, la plupart des cités grecques demeurent neutres, craignant d’éventuelles représailles. Seuls Élis, la Ligue béotienne et Amynandros d'Athamanie rejoignent Antiochos, ce dernier promettant à Amynandros le trône de Macédoine pour son beau-frère Philippe de Mégalopolis.
En décembre 192, les Séleucides et leurs alliés étoliens lancent une campagne contre la Ligue thessalienne depuis le sud, pendant que l’armée athamanienne attaque depuis l’ouest. Antiochos s’empare rapidement du sud de la Thessalie, mais doit se replier dans ses quartiers d’hiver faute de ravitaillement. En mars 191, il envahit l’Acarnanie pour priver la flotte romaine de ports sur la côte occidentale de la Grèce. Après une brève campagne, Antiochos contrôle la moitié de la Ligue acarnanienne et obtient l’allégeance de son strategos, Klytos.
Dans le même temps, le consul romain Manius Acilius Glabrio débarque à Illyrie depuis Brindisi avec 20 000 fantassins, 2 000 cavaliers et 15 éléphants de guerre. L’effectif cumulé des forces romaines et alliées en Grèce atteint alors 36 000 hommes, surpassant largement celui des Séleucides et de leurs alliés. Simultanément, Philippe V et le propréteur romain Baebius mènent des offensives parallèles en Thessalie et en Athamanie, effaçant rapidement les gains séleucides. Les armées de Glabrio et Philippe se rejoignent à Limnaion, puis s’unissent à celle de Baebius à Pellina. Informé de l’avancée ennemie en Thessalie et de la débâcle athamanienne, Antiochos regagne Chalcis, rassemblant ses garnisons dispersées sur la route.
Il marche ensuite sur Lamia à la tête de 12 000 fantassins, 500 cavaliers et 16 éléphants, en ordonnant aux Étoliens de s’y regrouper. Seuls 4 000 répondent à l’appel, craignant une invasion imminente de leur territoire. Face au risque d’encerclement par une force largement supérieure, les Séleucides se replient vers le col des Thermopyles. Les Étoliens divisent leur armée en deux groupes égaux, occupant les cités d’Hypate et d’Héraclée de Trachis, verrouillant respectivement les routes vers l’Étolie et les Thermopyles. Les troupes d’Antiochos s’installent dans la partie la plus étroite du col, large d’environ 90|m, à son extrémité orientale. Ils renforcent un mur défensif préexistant long de 1800 mètres, montant vers le sud jusqu’à une falaise infranchissable. Le fossé et les terrassements en avant du mur atteignent le golfe Maliaque, tandis que les pentes des collines environnantes, accessibles, permettent d’y déployer des troupes équipées de projectiles. Des tours spéciales sont érigées pour abriter les mēchanai, machines de guerre hellénistiques. Glabrio ravage les environs d’Hypate et d’Héraclée, avant de camper aux « Portes chaudes », à mi-chemin dans le col.

## Déroulement
Antiochos place la phalange macédonienne derrière le rempart, tandis que les argyraspides et l’infanterie légère occupent l’avant de la ligne. Le flanc gauche séleucide se compose de quelques centaines d’archers, de frondeurs et de javeliniers. Antiochos prend personnellement le commandement de la cavalerie sur le flanc droit, formée derrière les éléphants de guerre, tandis que le reste de l’armée constitue l’arrière-garde,. Les Étoliens détachent 2 000 soldats pour occuper les forts de Callidromus, Teichius et Rhodontia qui dominent le col, le reste de leurs troupes demeurant à Hypate et Héraclée de Trachis. Le littoral oriental du défilé est protégé par la flotte séleucide, ainsi que par les garnisons de Chalcis et de Démétrias. Le plan des Séleucides est de tenir les Thermopyles jusqu’à l’arrivée de renforts d’Asie Mineure, leur permettant d’affronter les Romains sur un terrain dégagé.
Malgré la solidité naturelle de la position occupée par ses adversaires, le consul Glabrio choisit de passer à l’offensive, s’appuyant sur sa supériorité numérique : il dispose de 25 000 à 30 000 hommes. Il envoie 2 000 soldats assiéger Héraclée et laisse 2 000 cavaliers défendre le camp. Dans la nuit du 23 avril 191 av. J.-C., il ordonne aux détachements de 2 000 hommes de Caton l'Ancien et de Lucius Valerius Flaccus d’attaquer les forts contrôlés par les Étoliens. À l’aube du 24 avril, Glabrio conduit le gros de l’armée romaine — soit 18 000 hommes — dans une attaque frontale à travers le col,.
La première attaque romaine est repoussée : les soldats sont pris sous un feu croisé par les troupes séleucides armées de projectiles. Les Romains persistent cependant, forçant les argyraspides et l’infanterie légère à se replier derrière le rempart. La muraille de sarisses forme cependant une barrière infranchissable pour l’infanterie romaine, stoppant net leur progression. Flaccus échoue également à percer les défenses des forts de Teichius et de Rhodontia. Caton, en revanche, découvre le fort de Callidromus à l’aube, après s’être égaré pendant la marche nocturne. La garnison étolienne de 600 hommes est surprise et prend la fuite vers le camp séleucide.
Caton contourne alors les positions séleucides et frappe leur camp par l’arrière. Les Séleucides, convaincus qu’ils sont attaqués par une force bien plus importante qu’en réalité, perdent rapidement le moral. L’armée séleucide se disloque et bat en retraite dans la confusion la plus totale ; seuls Antiochos et ses cavaliers parviennent à s’échapper.

## Conséquences
Antiochos subit une défaite décisive sur terre et perd tout contact avec sa flotte. Lorsqu’il apprend que Glabrio traverse la Phocide et la Béotie sans rencontrer de résistance, il retourne précipitamment à Éphèse. En mai 191 av. J.-C., la garnison séleucide de Chalcis suit son souverain en Asie Mineure, ce qui pousse aussitôt les cités de l’Eubée à accueillir les Romains en libérateurs.
Les Séleucides tentent ensuite de détruire la flotte romaine avant qu’elle ne rejoigne celles de Rhodes et des Attalides. En septembre 191 av. J.-C., la flotte romaine remporte la victoire lors de la bataille de Corycos, ce qui lui permet de s’emparer de plusieurs cités, dont Dardanus et Sestos sur l’Hellespont. En mai 190 av. J.-C., Antiochos envahit le royaume de Pergame, dévaste sa campagne, assiège sa capitale et force son roi Eumène II à revenir de Grèce. En août 190, les Rhodiens battent la flotte d’Hannibal lors de la bataille de l’Eurymédon. Un mois plus tard, une flotte romano-rhodienne inflige une défaite aux Séleucides lors de la bataille de Myonnèse. Les Séleucides perdent alors le contrôle de la mer Égée, ce qui ouvre la voie à l’invasion romaine de l’Asie Mineure.

## Sources antiques
- Appien, Histoire romaine
- Tite-Live, Histoire romaine [détail des éditions] [lire en ligne].